# Grot van Mezmaj
De grot van Mezmaj (Russisch: Мезмайская пещера, Mezmajskaja pesjtsjera) is een archeologische locatie in het district Apsjeronski, kraj Krasnodar, Rusland. In de karstgrot werden fossiele overblijfselen van neanderthalers en zeer goed bewaard gebleven dierlijke resten gevonden.
De grot ligt ongeveer 1310 meter boven de zeespiegel in de noordwestelijke Kaukasus, zo'n 65 km ten noordoosten van Sotsji, 50 km ten zuidoosten van Apsjeronsk en 4,5 km ten oosten van het dorp Mezmaj aan de oevers van de Soechoj Koerdzjips, een kleine zijrivier van de Koerdzjips.
De vindplaats werd in 1987 ontdekt door de antropoloog Ljoebov Golovanova en opgegraven in 1987-2003.

## Beschrijving
De grot is 10 meter hoog, 25 meter breed en 35 meter diep. De opgraving omvat zeven lagen uit het Midden-paleolithicum (Moustérien) en drie lagen uit het Laat-paleolithicum.
Het vondstmateriaal bevat deels zeer goed bewaarde resten van 6.000 grote zoogdieren en talrijke kleine gewervelde dieren. De dierlijke resten tonen een zeer geringe mate van verwering. Veel botten vertonen sporen van stenen werktuigen en van vleeseters. De meest voorkomende grote zoogdieren waren steppenwisent, Kaukasische toer en moeflon. Voor de eerste maal werden in de Kaukasus rendieren gevonden. Hoewel de meeste overblijfselen van de kleinere gewervelde dieren waarschijnlijk niet door mensen maar door roofdieren zoals uilen in de afzettingslagen terechtkwamen, werden de meeste resten van hoefdieren waarschijnlijk door holbewoners uit het Moustérien als jachtbuit in de grot bracht.
In 1993 werd in de grot het zorgvuldig begraven, bijna complete skelet van een twee weken oude mannelijke neanderthaler-zuigeling ontdekt. 141 afzonderlijke delen van het skelet lagen in anatomisch verband op een groot blok kalksteen, overdekt door de oudste nederzettingslaag, de Moustérien-laag 3. Het skelet lag met zijn hoofd naar het noorden op zijn rechterzijde. In 2011 gaf een datering van de botten een leeftijd van 39.700 ± 1100 14C BP. De 24 schedelfragmenten van een tweede, één tot twee jaar oud neanderthalerkind uit de Moustérien-laag 2 toonde tekenen van postmortale vervorming.
Een computerreconstructie van het babyskelet toonde dat de hersenen van de neanderthaler-baby met een volume van ongeveer 400 kubieke centimeter bij de geboorte ongeveer even groot waren als die van een pasgeboren moderne mens.  Vergelijkingen met vondsten van andere, tot vier jaar oude, neanderthalerkinderen, waaronder twee neanderthalerkinderen uit de Dederiyeh-grot in Syrië die op de leeftijd van 19 en 24 maanden overleden, toonden aan dat de neanderthalerhersenen tijdens de kindertijd sneller groeiden dan die van de moderne Homo sapiens.
De virtuele reconstructie van een neanderthalergeboorte, op basis van de Mezmajskaja-vondst en het bekken van een neanderthalervrouw uit de Tabun-grot in Israël bleek dat het geboortekanaal van de neanderthalermoeder wijder was dan dat van een Homo sapiens-moeder. Het hoofd van de neanderthaler-pasgeborene was door zijn robuuste gezicht iets langer dan dat van een anatomisch moderne baby. Men kwam tot de conclusie dat de geboorte bij neanderthalers waarschijnlijk een even moeizaam proces was als bij de anatomisch moderne mens.